# Calladita
Calladita (lit. ‘Calladeta’) és una pel·lícula de comèdia dramàtica del 2023, escrita i dirigida per Miguel Faus, basada en el seu curtmetratge homòleg de 2020. És protagonitzada per Paula Grimaldo, Ariadna Gil i Luis Bermejo. A l'estat espanyol es va estrenar el 17 de maig de 2024.

## Sinopsi
L'Ana, acabada d'arribar de Colòmbia, és treballadora domèstica en una luxosa mansió on estiueja una adinerada família de marxants d'art. La jove treballa de sol a sol i sense contracte, sota la promesa d'aconseguir condicions dignes a l'acabar l'estiu sempre que sigui discreta i calladita. Però a través de la Gisela, la treballadora de la casa veïna, l'Ana descobrirà que les coses no funcionen exactament com li han explicat, i aprendrà a gaudir una mica més durant el seu estiu a la Costa Brava.

## Repartiment
- Paula Grimando com a Ana
- Ariadna Gil com a Andrea
- Luis Bermejo com a Pedro
- Pol Hermoso com a Jacobo
- Violeta Rodríguez com a Claudia
- Víctor Rebull com a Vic
- Eduard Torres com a Pol
- Navy Tovar com a Gisela

## Producció
El 2 de març de 2022, el cineasta Miguel Faus llançà una campanya de NFTs amb l'objectiu de finançar la producció d'un llargmetratge anomenat Calladita, que estaria basat en un curtmetratge homònim de Faus de 2020. Ha estat la primera pel·lícula europea finançada amb NFTs.
El setembre de 2022, s'anuncià que el rodatge de la pel·lícula havia començat en localitzacions del Baix Empordà (Girona), amb Paula Grimando, Ariadna Gil i Luis Bermejo com a protagonistes. El rodatge durà 5 setmanes i acabà l'octubre de 2022.